# Projekt 1164 Atlant
Projekt 1164 Atlant (v kódu NATO třída Slava) je třída konvenčních raketových křižníků sovětského námořnictva z doby studené války. Křižníky této třídy jsou určeny především k boji proti hladinovým cílům. Do rozpadu SSSR byly postaveny tři jednotky této třídy, které přešly do výzbroje námořnictva Ruské federace. Nedokončené čtvrté plavidlo získala Ukrajina. Stavba dalších křižníků vylepšeného projektu 1164.1 byla zrušena.

## Stavba

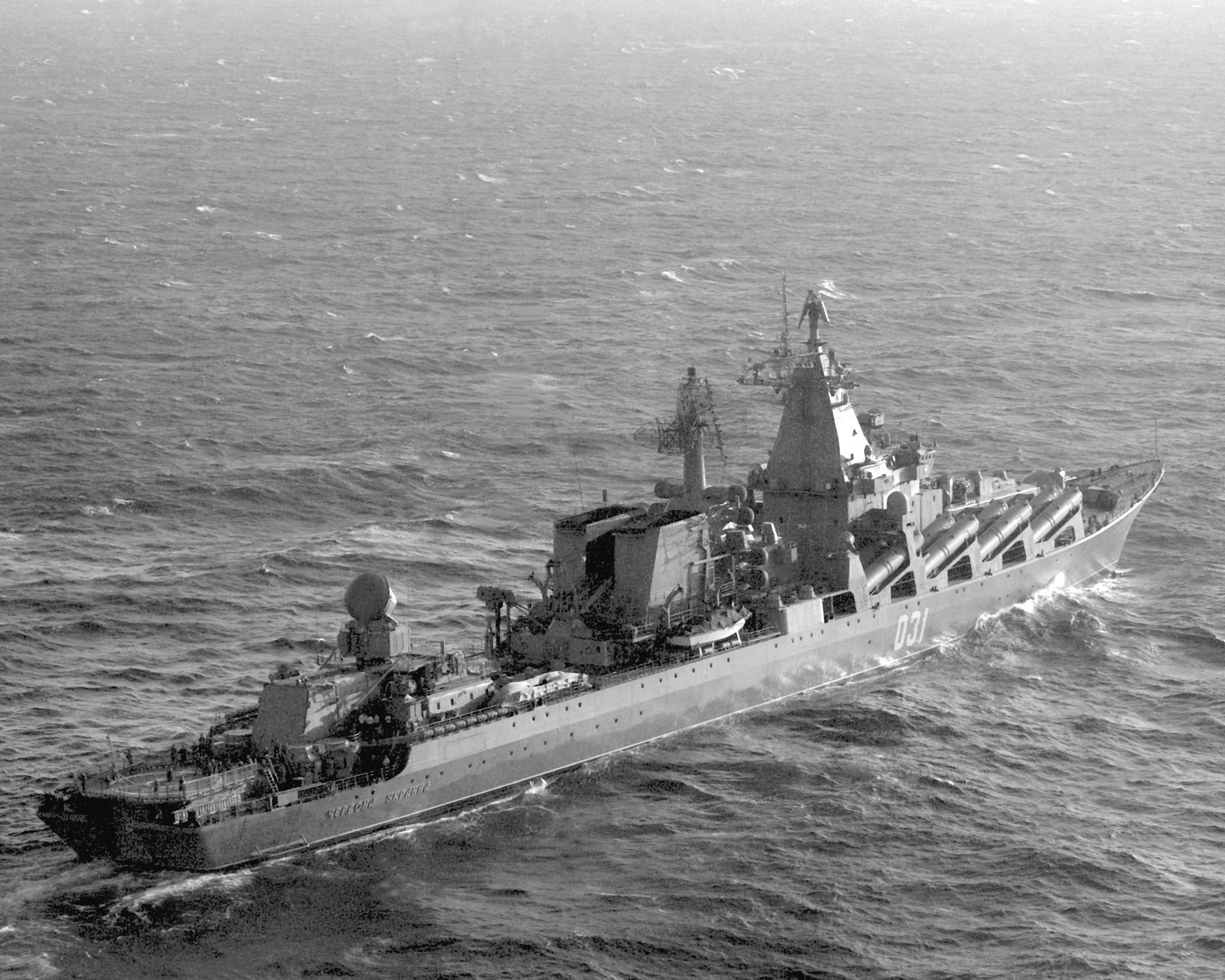
Křižník Červona Ukrajina v roce 1990

1) AK-130, 2) P-500 Bazalt, 3) RBU-6000, 4) AK-630, 5) S-300, 6) OSA-MA

Všechny jednotky postavila sovětská loděnice v černomořském Nikolajevu. Ve stejné loděnici byly postaveny také křižníky předchozího Projektu 1134B (Kara), z jejichž trupu se při konstrukci třídy Slava vycházelo. V letech 1976–1989 byly postaveny tři jednotky této třídy, pojmenované Slava, Admiral Flota Lobov a Červona Ukrajina.
Roku 1984 rozestavěný křižník Komsomolec byl roku 1990 spuštěn na vodu, po rozpadu SSSR jej roku 1993 převzala Ukrajina, byl přejmenován na Ukrajina, jeho dokončení však bylo nad síly země. Stavba dalších plánovaných křižníků této třídy byla po rozpadu SSSR zrušena pro nedostatek financí. V roce 2010 Rusko souhlasilo s tím, že Ukrajině pomůže s dostavbou křižníku Ukrajina. Po ruské anexi Krymu to však není možné. V roce 2016 rezavějící rozestavěné plavidlo stále kotvilo u přístavního mola.
Jednotky projektu 1164:
| Jméno                                       | Verze          | Založení kýlu | Spuštěna          | Vstup do služby   | Status |
| ------------------------------------------- | -------------- | ------------- | ----------------- | ----------------- | --- |
| Moskva (ex Slava)                           | Projekt 1164   | 1976          | 27. července 1979 | 30. prosince 1982 | 13. dubna 2022 vážně poškozena výbuchem munice (ruská verze) nebo zásahy dvou protilodních raket Neptun (ukrajinská verze) v průběhu bojových akcí v rámci ruské invaze na Ukrajinu a druhého dne se potopila. |
| Maršal Ustinov (ex Admiral Flota Lobov)     | Projekt 1164   | 1978          | 25. února 1982    | 15. září 1986     | Aktivní. |
| Varjag (ex Červona Ukrajina)                | Projekt 1164   | 1979          | 28. srpna 1983    | 25. prosince 1989 | Aktivní. |
| Admiral Flota Lobov (ex Komsomolec)         | Projekt 1164   | 1984          | 11. srpna 1990    | –                 | Rozestavěný byl roku 1993 předán Ukrajině, nedostavěn. |
| Rossija (ex Okťabrskaja revolucija)         | Projekt 1164.1 | 1989          | –                 | –                 | Roku 1990 stavba zrušena. |
| Admiral Gorškov (ex Okťabrskaja revolucija) | Projekt 1164.1 | –             | –                 | –                 | Roku 1990 stavba zrušena. |

## Konstrukce

### Projekt1164

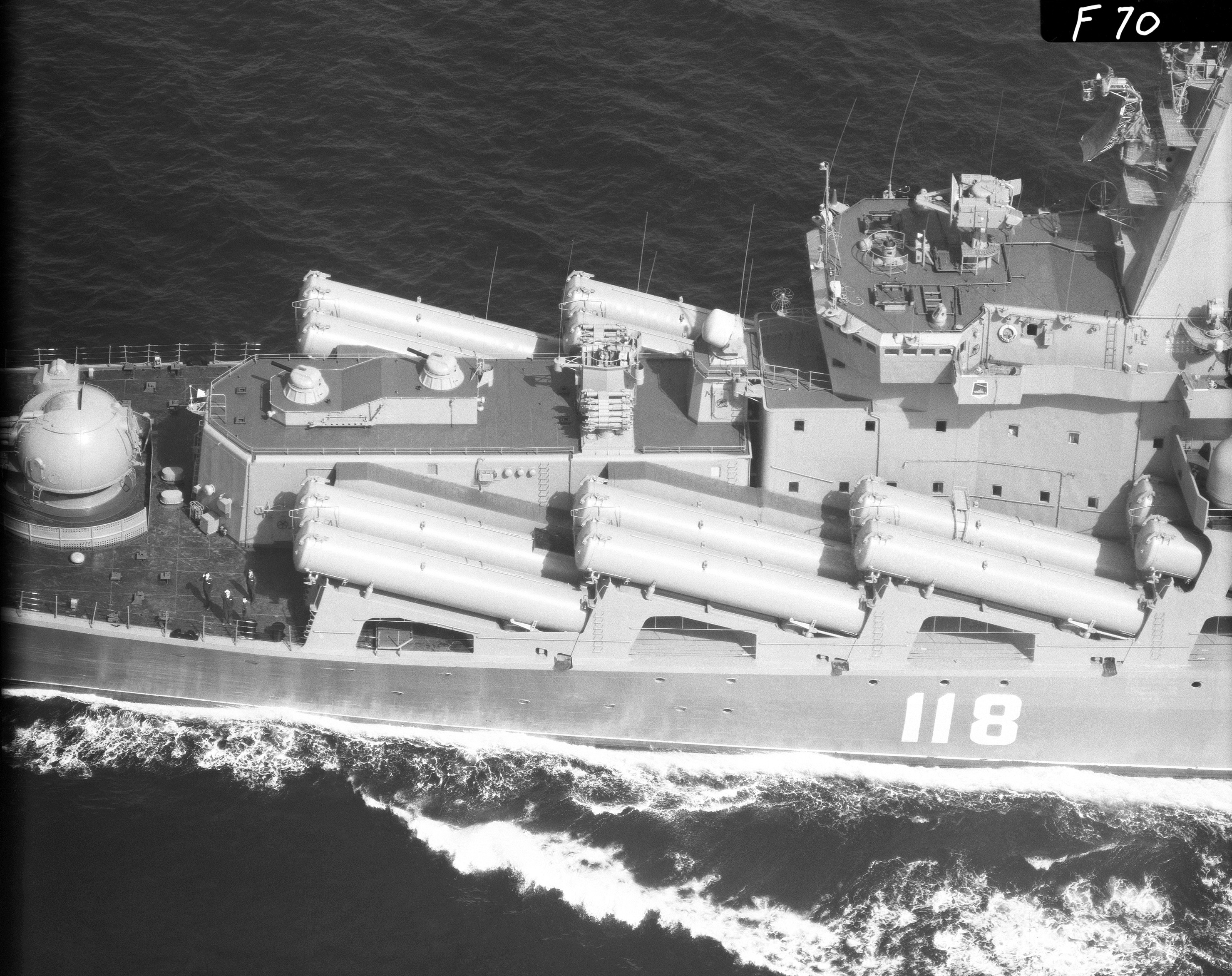
Příd křižníku třídy Slava. Zcela vlevo je dělová věž se 130mm kanóny. Za ní jsou dva systémy AK-630 za sebou a dva systémy RBU-6000 vedle sebe. Po stranách nástavby jsou umístěny rozměrné kontejnery protilodních střel Bazalt.

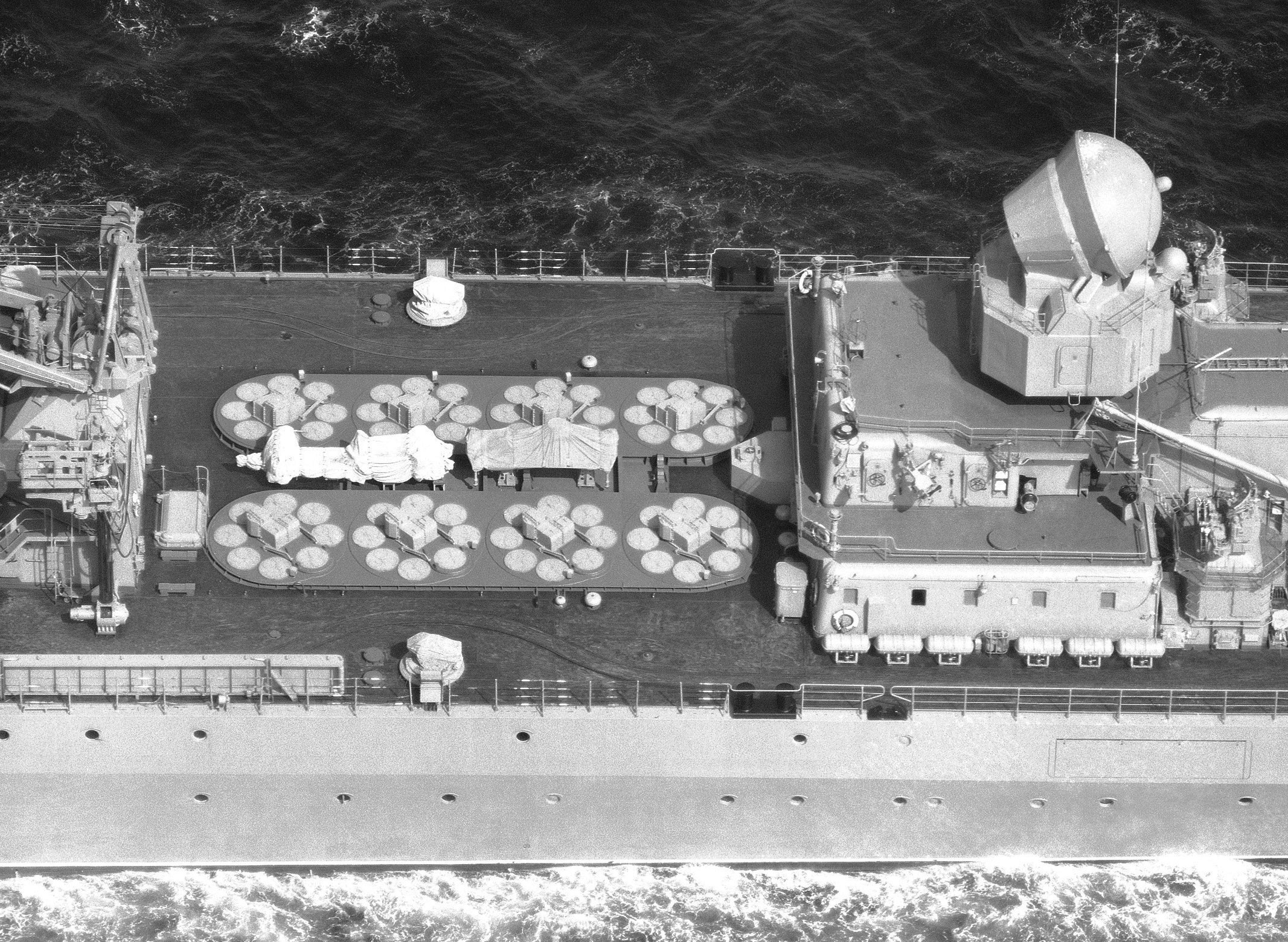
Zadní část křižníku třídy Slava. Jasně je vidět osm osminásobných vertikálních vypouštěcích zařízení protiletadlových střel S-300PMU.

Hlavňovou výzbroj tvoří dva 130mm kanóny ve dvoudělové věži komplexu AK-130 na přídi. Blízkou obranu zajišťuje šest systémů AK-630M s 30mm rotačním kanónem. Hlavní údernou výzbroj představuje 16 nadzvukových protilodních střel P-500 Bazalt (v kódu NATO SS-N-12 Sandbox) umístěných na přídi po obou stranách nástavby. V osmi vertikálních vypouštěcích silech dále nesou 64 protiletadlových řízených střel dlouhého doletu Fort (SA-N-6 Grumble), které doplňují dvě dvojitá odpalovací zařízení protiletadlových střel OSA-M (v kódu NATO SA-N-4 Gecko). Na palubě jsou též dva pětinásobné 533mm torpédomety a dva raketové vrhače hlubinných pum RBU-6000 Smerč-2. Křižníky jsou vybaveny přistávací plošinou a hangárem pro provoz vrtulníku Ka-25T.
Pohonný systém tvoří dvě plynové turbíny M-21 (každou tvoří plynová turbína pro cestovní rychlost M-70 a výkonnější turbína M-8KF). Lodní šrouby jsou dva. Tyto křižníky dosahují rychlosti 32,5 uzlu. Dosah je 8070 námořních mil při ekonomické rychlosti 18 uzlů.
Během služby byly křižníky Moskva a Maršal Ustinov přezbrojeny protilodními střelami P-1000 Vulkan (v kódu SS-N-12 Mod 2 Sandbox).

### Projekt1164.1
Nedostavěné křižníky vylepšeného projektu měly nést 16 protilodních střel P-1000 Vulkan, protiletadlový raketový komplet Fort (64 střel), pět hybridních systémů blízké obrany Kortik (v kódu NATO CADS-N-1 Kashtan), dva pětihlavňové 533mm torpédomety Vodopad-NK (SS-N-16 Stallion), dva 130mm kanóny AK-130 a dva vrhače RBU-6000. Palubní vrtulník měl být typu Ka-27T. Modernizována měla být také elektronika.